# Eddy Ben Arous
Eddy Ben Arous (Trappes, 25 agosto 1990) è un rugbista a 15 francese che gioca nel ruolo di pilone con il Racing Métro 92.

## Biografia
Ben Arous nacque da genitori nigeriani emigrati in Francia. Iniziò a giocare a rugby nel settore giovanile del Rugby Trappes, club della sua città nativa, per poi trasferirsi, complici anche motivazioni familiari, prima nel Dreux Rugby Club e successivamente nel US Tours Rugby. Nel 2008 entrò a far parte del centro di formazione giovanile del Racing 92, squadra con la quale fece il suo esordio professionistico contro il Bourgoin-Jallieu durante il Top 14 2010-2011. Nelle oltre duecento presenze con il club parigino si aggiudicò il Top 14 2015-2016 e giocò, come titolare, perdendole tre finali di European Rugby Champions Cup, nel 2016, nel 2018 e nel 2020.
Nel 2010 Ben Arous disputò con la selezione francese under-20 sia il Sei Nazioni di categoria che il Mondiale. Nel 2012 ricevette la sua prima chiamata con la Francia da parte del commissario tecnico Philippe Saint-André, questi lo convocò per i test match autunnali, ma non lo fece mai scendere in campo. Il suo esordio con la nazionale francese avvenne l'anno successivo nell'ultimo incontro del tour in Nuova Zelanda. Il 2015 fu l'anno in cui fu maggiormente presente nella selezione francese, disputò, infatti, sia il Sei Nazioni che la Coppa del Mondo ottenendo un totale di undici presenze durante la stagione. Un infortunio alle costole nella partita contro l'Irlanda durante il Sei Nazioni 2016 gli fece mancare il resto della stagione internazionale e ritornò tra le file dei transalpini solo dopo un anno in occasione del Sei Nazioni 2017. Nell'estate dello stesso anno il ct Guy Novès lo convocò per il tour in Sudafrica. Sotto la guida del neo allenatore dei Bleus Jacques Brunel ha disputato solamente la sfida con la Scozia del Sei Nazioni 2018; convocato per i test match estivi contro gli All Blacks ha dovuto rinunciare a causa di un infortunio.

## Palmarès
- Campionati francesi: 1
Racing Métro 92: 2015-16